# Marcola
Marcos Willians Herbas Camacho, mais conhecido como Marcola (Osasco, 25 de janeiro de 1968), é um criminoso brasileiro conhecido por praticar assaltos a bancos, narcotráfico, homicídios e atividades terroristas, considerado pelo Estado de São Paulo como líder da organização criminosa Primeiro Comando da Capital (PCC), acusação que ele nega. Está preso desde 1999, com passagens por diversos presídios e penas que somam mais de 300 anos.
Desde janeiro de 2023 encontra-se preso em Brasilia, decisão tomada pelo então ministro da Justiça e Segurança Pública Flávio Dino com o intuito de evitar um suposto plano de fuga ou resgate. Anteriormente, Marcola estava na Penitenciária Federal de Porto Velho.

## Biografia

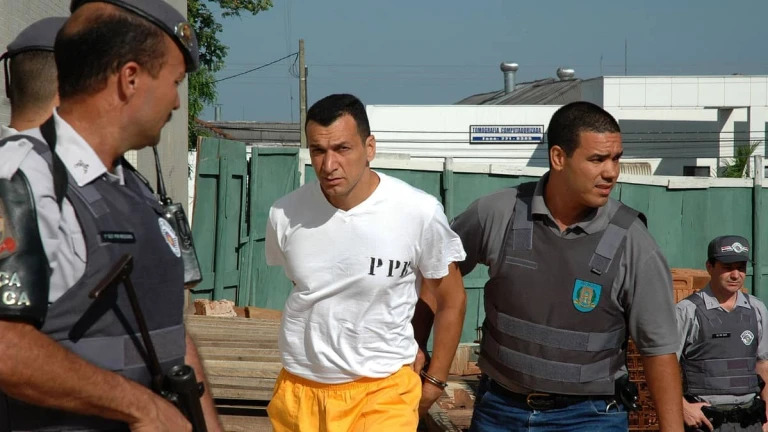
Marcola

Marcola

Marcos Willians Herbas Camacho nasceu em 1968, no Bairro do Vila Yolanda em Osasco, no estado de São Paulo. Filho de pai boliviano e mãe brasileira, Marcos Camacho iniciou sua carreira criminosa aos nove anos de idade, como ladrão na Baixada do Glicério, no centro da cidade de São Paulo. Marcos era órfão e, devido ao uso de cola durante a infância na região da Praça da Sé, ganhou o apelido de Marcola. Sua mãe morreu afogada quando tinha 9 anos e diz não se lembrar do seu pai, diz que aquele que assinou sua certidão de nascimento está morto. E não se considera religioso, se autodenominando agnóstico.
Marcola foi preso pela última vez em 19 de julho de 1999, quando após meses de investigação, policiais das equipes 115 e 119 da 5ª delegacia de roubo a bancos DEPATRI conseguiram deter Marcola após reconhecê-lo, quando fazia uso de um telefone público na Marginal Tietê.
Aos 35 anos, Marcola já havia passado grande parte de sua vida na cadeia.
Segundo Marcola, a violência é o natural do homem e por isso o autocontrole é necessário para o melhor convívio dos presidiários e também na busca de resultados e dos objetivos almejados pessoalmente e a organização a qual pertencem; através dessa doutrina e da gestão descentralizada ele vem disseminando a ideologia do Primeiro Comando da Capital.
Em janeiro de 2007, Marcola casou-se com a estudante universitária de direito Cynthia Giglioli da Silva. Em 2005, Cynthia foi acusada e presa suspeita de receber uma mesada de 15 mil reais do caixa da facção PCC. No total, ela teria recebido 90 mil reais.
Em março de 2020, Marcola foi impossibilitado de receber visitas, alegando de que teria adquirido um quadro de depressão não confirmada durante a pandemia do coronavírus. Marcola emagreceu cerca de 20kg e já havia desabafado à sua psicóloga sobre a tristeza e o fato de não poder ver seus filhos novamente o fazem perder o sentido da vida.

## Ataques

### Ataques em 2006
Por sua determinação, em 12 de maio de 2006, deu-se início ao maior ataque da história recente contra a polícia do estado de São Paulo, com pelo menos 45 mortes: 23 policiais militares, sete policiais civis, três guardas municipais, oito agentes penitenciários e quatro civis. Segundo setores da imprensa e da justiça, o revide foi a altura do ataque, os criminosos eram envolvidos com o crime organizado, os ataques cessaram por suposto acordo com o governo, porém há informações dos órgãos de imprensa dando conta de que não compensou o ataque, pois o tráfico de drogas foi consubstancialmente prejudicado, dando fim aos ataques.
Também por determinação de Marcola, após suposta negociação com o governo do estado de São Paulo, as rebeliões e os ataques foram cessados. Em outras duas ondas de ataques nos meses de julho e agosto, agências bancárias, lojas e ônibus foram incendiados. Cumpriu pena em Rondônia, na Penitenciária Federal de Porto Velho, sendo condenado a um total de 330 anos, 6 meses e 24 dias. Portanto, teria que ficar preso até 1 de novembro de 2318. Posteriormente foi transferido para Brasília.

### Ataques em 2012
No final do ano 2012, uma nova onda de ataques contra a polícia começou. A causa foi aparentemente um anúncio feito por Marcola e outros líderes do PCC que espalhou aos membros da gangue fora da cadeia. Durante cerca de 30 dias, todos os dias um ou dois policiais foram assassinados, na maior parte em circunstâncias indefesas, como em folgas, em férias, ou até mesmo oficiais aposentados. Muitos policiais foram executados na frente de familiares ou amigos, geralmente quando chegavam ou saíam de suas casas. Em dezembro, as mortes começaram a diminuir e cessaram sem motivo conhecido.

## Alejandro Camacho
Marcola tem um irmão, Alejandro Juvenal Herbas Camacho Júnior. Ele foi preso pelo Departamento de Investigações sobre Narcóticos (DENARC), de São Paulo, em 25 de abril de 2006, na zona leste da capital. Camacho Júnior, conhecido como Júnior, foi um dos protagonistas da fuga do Complexo do Carandiru, em 26 de novembro de 2001, escapando da cadeia com mais 101 detentos, através de um túnel. Desde então, ele era o líder do PCC mais procurado pela Polícia Federal do Brasil.
Em 29 de março de 2016, Camacho Júnior foi preso no bairro Sapiranga, em Fortaleza, onde morava com a família, durante a Operação Quinta Roda, comandada pelo Núcleo da Polícia Federal, em Araçatuba, São Paulo.

## Depoimentos
Marcola atribuiu seu título de líder do PCC como exagero, diz que foi intitulado assim pelo estado porque está preso, tentando o governo do estado de São Paulo garantir que a liderança da facção está presa.
Em agosto de 2006, Marcola voltou a negar ser líder da facção criminosa durante interrogatório sobre a morte do bombeiro João Alberto da Costa, ocorrida durante a onda de ataques às forças de segurança pública em maio de 2006. Marcola já foi denunciado pelo Ministério Público à Justiça pelo assassinato do bombeiro e pela morte do carcereiro Elias Pereira Dantas.

## Transferência para o Presídio Federal
No dia 13 de fevereiro de 2019, Marcola e outros 21 criminosos do PCC foram transferidos para os presídios federais de segurança máxima de Porto Velho (RO), Mossoró (RN) e Brasília (DF) após o Governo de São Paulo descobrir um plano de fuga para os líderes do grupo e ameaças de morte ao promotor Lincoln Gakiya que combate a facção no interior do Estado.
Gakiya fez um desabafo contra o uso político da transferência de Marcola para o sistema penitenciário federal, pela campanha do então candidato à reeleição Jair Bolsonaro (PL); o alvo foi um vídeo publicado pelo senador eleito Sergio Moro (União-PR). De acordo com Gakiya, Moro, "de maneira deliberada e intencional, inverte a verdade, pois, embora o governo federal fosse do PT em 2006, a Lei 11.671/08 que disciplina a transferência de presos estaduais para o sistema penitenciário federal, nem prevê o governo federal como legitimado para pedir essa remoção, haja vista que quem pede a remoção é a autoridade estadual (SAP, SSP, MP, etc.) e quem defere é o juiz estadual".
Após as eleições de 2022, o vice-presidente Geraldo Alckmin declarou que o próprio Sérgio Moro conta em seu livro que Jair Bolsonaro não queria transferir Marcola para o sistema penitenciário federal:

Passa poucos dias da deflagração da Operação Império, fui surpreendido por uma mensagem dele, Bolsonaro, no meu celular, sugerindo cancelamento das transferências. Bolsonaro disse estar receoso de possíveis retaliações do crime organizado contra a população civil e temia que se isso acontecesse o governo federal fosse responsabilizado, inclusive com impeachment no Congresso. O Moro escreve no seu livro, Bolsonaro lhe manda um e-mail pedindo o cancelamento, que não fosse feita a transferência.